# Trio del Clan
Il Trio del Clan è un trio musicale formato da Ico Cerutti, Pilade e Gino Santercole che presentò, in abbinamento ad Adriano Celentano, il brano Il ragazzo della via Gluck al Festival di Sanremo 1966.

## Discografia
45 giri
- 1966 - Il ragazzo della via Gluck/Due treccioline con l'elastico (Clan Celentano, ACC 24033 ; lato B cantato da La ragazza del Clan e Don Backy)